# Limequat
Espèce
Le limequat (Citrus ×floridana) est un agrume hybride de limettier (C. aurantiifolia) pollinisé par un kumquat (C. japonica), d'où son nom lime et quat de kumquat. Walter T. Swingle qui aimait les limes tropicales réalise ses hybridations à la Station expérimentale subtropicale de l'Université de Floride aux États-Unis en 1909. Par pollinisation croisée il crée des fruits au gout de lime. La description des limequats et leur première commercialisation datent de 1913. Les 3 obtentions de l'époque sont toujours cultivées de nos jours.

## Description
Le limequat est un petit arbuste de forme touffue, d'une hauteur maximum de 2,5 m, possédant des petites feuilles persistantes ovales et vertes, oblongues, des épines courtes. Le floraison est tardive, comme celle du kumquat. Son fruit est petit , ovale, jaunâtre/verdâtre et contient des graines ou pépins. Sa peau est douce et il contient une pulpe acide ayant un goût évoquant la lime. 
Le fruit se conserve 4 semaines à 10 °C avec 90 % d'humidité relative. 

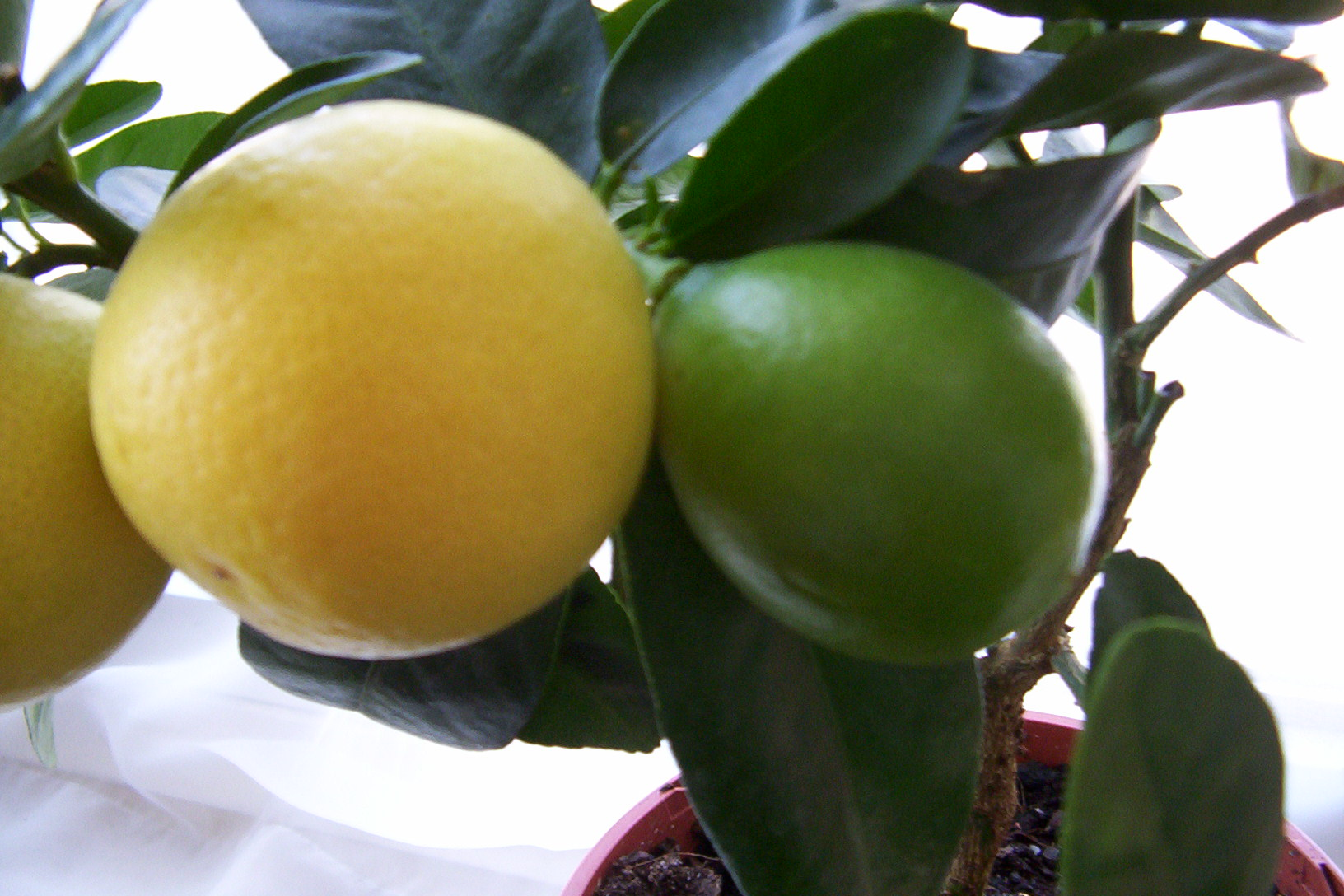
Les fruits du limequat cultivar ʽEustis’

### Variétés
Il y a trois cultivars de limequats, dont Craig R. Elevitch (2006) donne une appréciation reportée ici :
- ʽEustis’ (C. japonica × C. aurantiifolia), légèrement vert, souple, très acide, fruit de 2,8 à 4 cm, le plus rond des trois et le plus cultivé[10].
- ʽLakeland’ (C. japonica × C. aurantiifolia), juteux, acidité plaisante, fruit de 4,5 à 7 cm,
- ʽTavares’ (C. japonica ʽMargarita’ × C. aurantiifolia, parfois C. swinglei), jaune chamois (tend vers l'oranger du kumquat[11], juteux, très acide, fruit de 3,5 à 4,8 cm[4].

ʽEustis’ et ʽLakeland’ sont des hybrides de limetier et de kumquat rond (C. aurantiifolia 'Mexican') alors que ʽTavares’ résulte d'un kumquat ovale (nagami ou Fortunela margarita). L'orangequat est un hybride japonais entre une mandarine satsuma et un kumquat Meiwa. Le citrangequat ʽThomasville’ est un hybride de l'oranger ʽWillis’ et de kumquat ovale nagami, il est signalé spécialement résistant à la gommose, résistance propre aux kumquats.

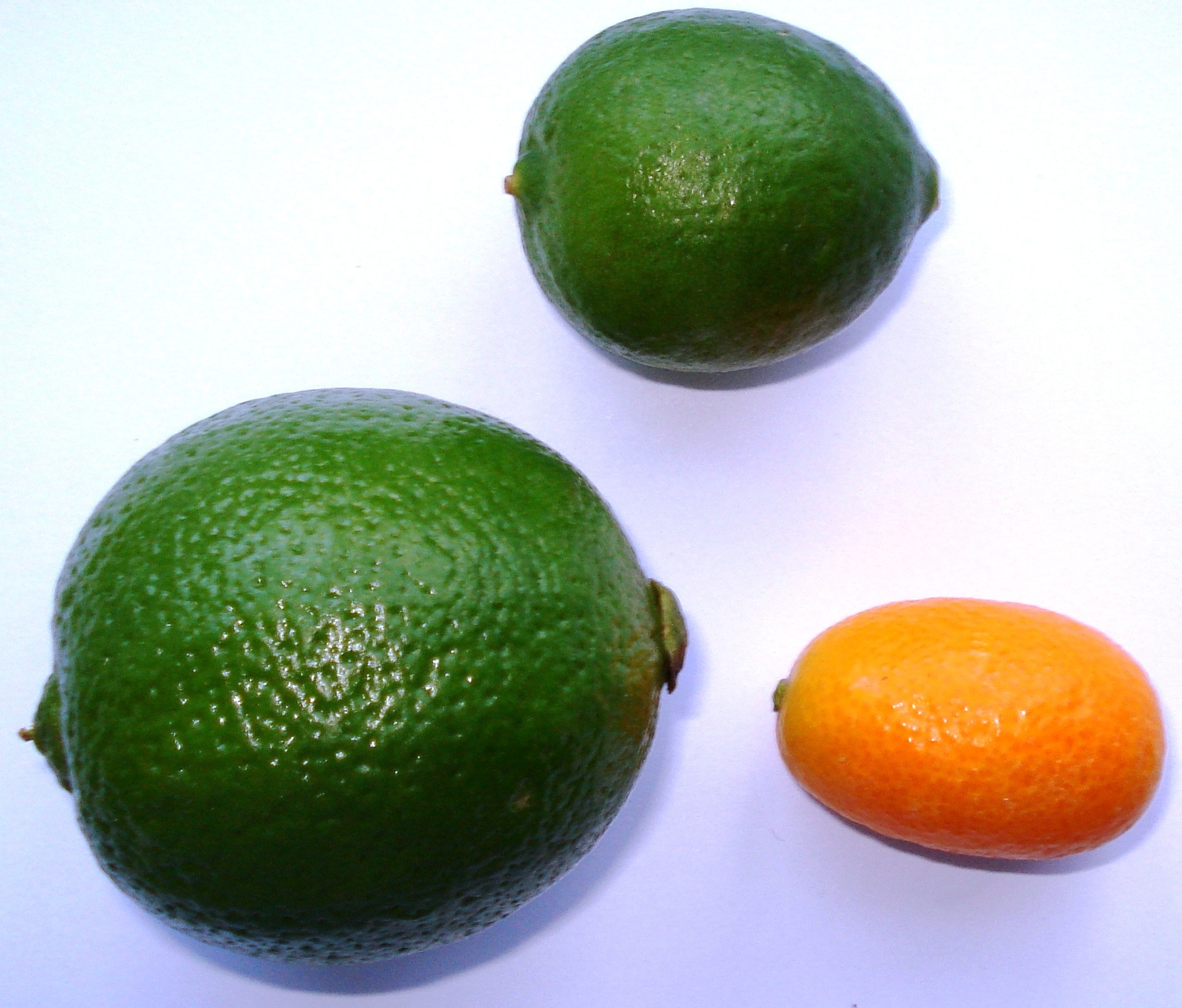
En bas à gauche une lime, à droite un kumquat ovale, au dessus un limequat

### Taxonomie
Selon les sources le limequat est nommé :Citrus floridana. ou Citrus x floridana (J. Ingram & H. Moore) Mabb., comb. nova, ×Citrofortunella sp., ×Citrofortunella floridana J. W. Ingram et H. E. Moore ( Baileya -1975 et Standard Reference - 2016),, Citrus × aurantiifolia (Christm.) Swingle (lime) × C. (F.) japonica (kumquat); Citrus ×Fortunella, Citrus auratifollia ×Fortunella sp..
Limequat est le nom commun dans presque toutes les langues, en allemand la forme limquat(s) se rencontre.

### Descendance
Ces hybrides vigoureux et résistants ont eux-mêmes été réhybridés. Longley (1926) qui recherchait des fruits sans pépins a croisé ʽEustis’ 9 chromosomes haploïdes et le kumquat de Hong-Kong (Fortunella hindsii) 18 chromosomes pour obtenir un hybride triploïde vigoureux. Intéressés par la résistance au froid des limequats, les Russes l'introduisent sur la mer Noire en 1927, Zaretsky (qui observe une résistance à -7 et -9°C) réalisa de nombreux croisements : citronnier × limequat, puis donne naissance au groupe oranger × kumquat en 1932.

#### Hybrides
- Procimequat est un hybride du limequat Eustis et du kumquat long ((C. aurantifolia 'Mexican' x Fortunella japonica) x Fortunella hindsii).

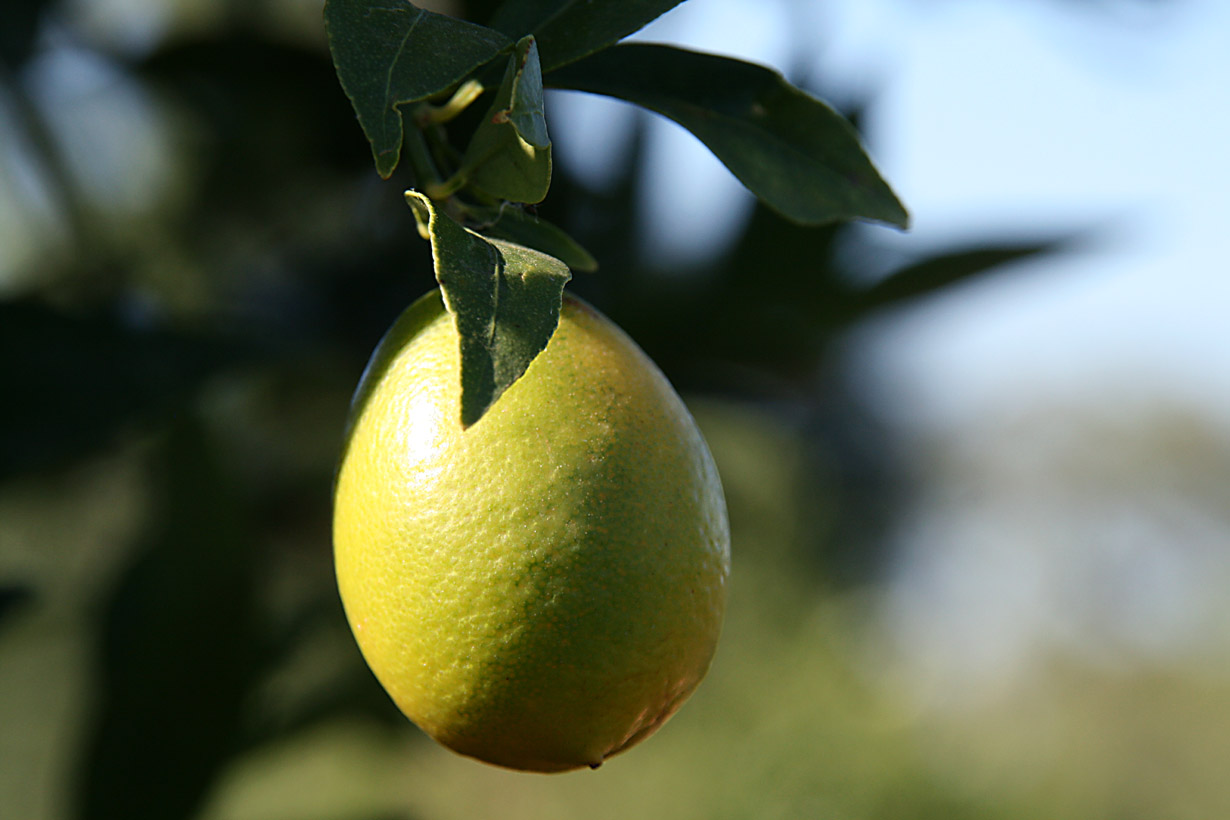
Limequat ʽLakeland’ « une acidité plaisante » disait l'obtenteur Swingle

## Culture
Le limequat se porte mieux en plein soleil dans un sol fertile, bien drainé et bien composté dans les zones températures comprises entre 10 et 30 °C. Il est plus résistant au froid que le limettier mais moins que le kumquat. Il a besoin d'arrosages fréquents et peut être cultivé en pot. Le porte greffe est important, les citranges favorisent la vigueur, une croissance verticale (comme la bigarade qui donne une bonne teneur en eau) et la hauteur, citromello donne des plantes plus étalées.
Les limequats sont cultivés en bonzaï. Ils sont adaptés pour les petits jardins, et mellifères.
En 1928, Louis Thomas recommande leur culture en Afrique du Nord. Ils sont cultivés au Japon, en Israël, en Espagne, en Malaisie, en Afrique du Sud, en Arménie, au Royaume-Uni et dans certains États des États-Unis.

L'application d'hexanal permet de conserver plus longtemps les fruits sur l'arbre.

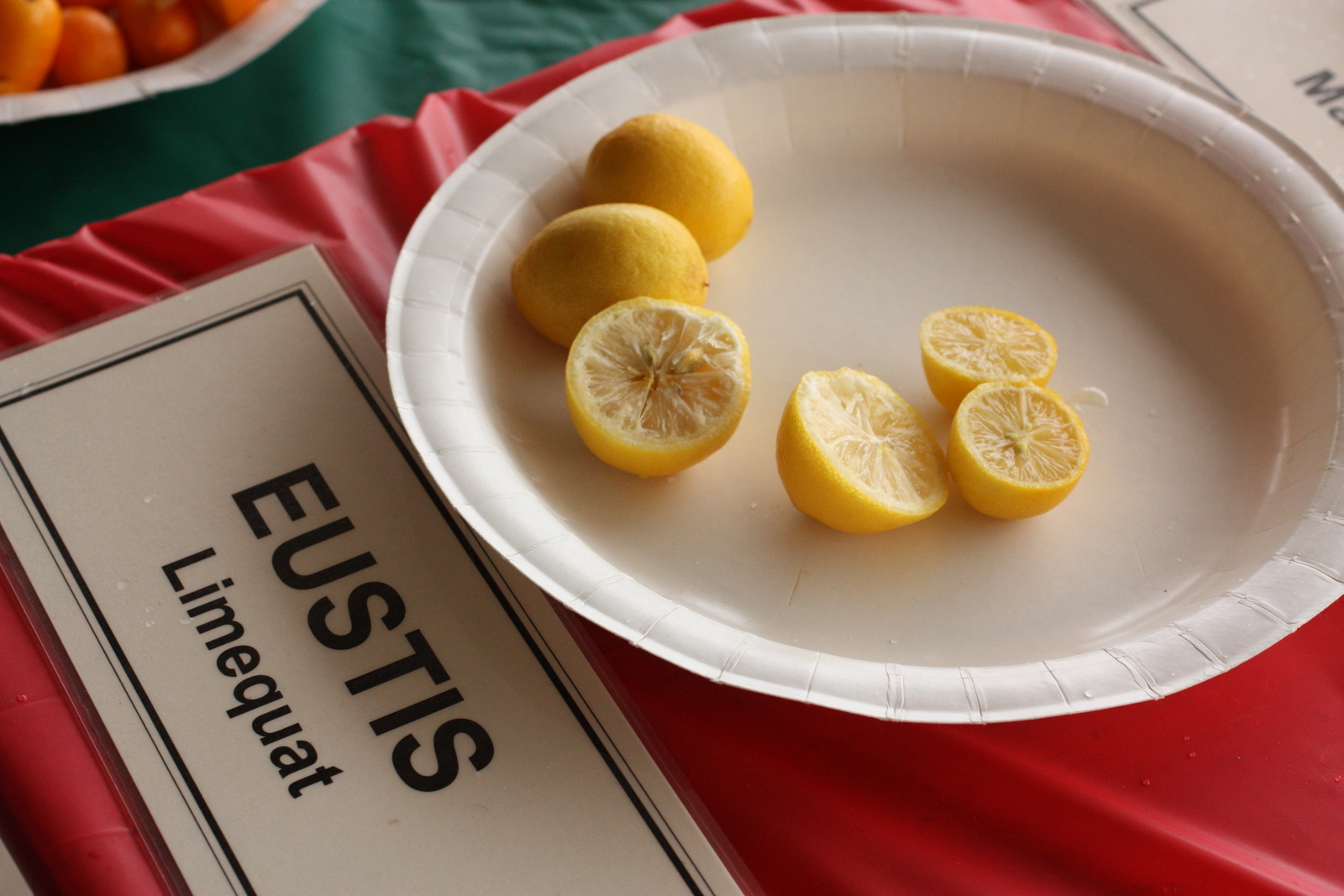
Limequat ʽEustis’.

## Utilisation
Il est proche du citron vert (lime) lorsqu'il est immature. Swingle disait de ʽLakeland’ : « Les limequats ʽLakeland’ sont extrêmement juteux, avec un arôme et un goût presque identiques à ceux du citron vert pur, sauf qu'ils ne sont pas aussi puissants […] Le jus est excellent partout où le jus de citron vert ou de citron s'utilisent : vinaigrettes, boissons, marinades, sur les légumes cuits ou le poisson, ou ajouté à l'eau et sucré pour faire une limequatade rafraîchissante ». 
Malgré son acidité, il peut être consommé entier cru. Le jus et l'écorce sont utilisés pour aromatiser des boissons, des plats des conserves (filets de thon au limequat). Swingle et Robinson écrivent (1926) « qu'il est excellent pour la confiture et pour les confire et sous forme cristallisée, puisque la croûte, comme celle du kumquat, est comestible ». 

### Nutrition
Comme tous les agrumes, les limequats contiennent des nutriments et des composés phytochimiques qui peuvent être bénéfiques pour la santé.  
E. P. Daniel et M. B. Rutherford (1937) ont mesuré le niveau de vitamine C de 8 espèces d'agrumes exprimé en mg par cm3 dans les fruits frais. Les maximum observés sont de 0,64 dans une orange et un tangelo et le minimum de 0,17 chez le limequat ʽLakeland’. Ce bas niveau est proche de la lime tropicale (0,22 dans cette publication), de son côté le kumquat a une teneur en vitamine C moyenne parmi les agrumes qui varie de 0,38 à 0,44 mg, pour 100 g (base proche du cm3 ).  
En revanche, la mesure du contenu phénolique total des extraits des 3 fruits, montre que l'hybride limequat a un contenu supérieur celui de chacun de ses deux géniteurs 19 à 24,2 mgGAF par g d'extrait contre 14 à 18. Son potentiel antioxydant DPPH est légèrement supérieur à celui de la lime, sachant que l'activité anti oxydante du kumquat est elle-même élevée comparée aux oranges et grapefruits.  

### Huile essentielle
Elle était mal connue. B. Aubert, G. Vullin la décrivent de couleur jaune clair, huile essentielle de flavedo parfumée, jusqu'à ce qu'une remarquable publication turque (2020) donne une analyse comparative de l'huile essentielle du fruit avec celles des géniteurs. On y voit que l'hybride est bien différent de ses parents (les nez électroniques eux-mêmes savent les distinguer) . Dans les 105 substances analysées, Hale Gamze Agalar et al. détectent pour l'HE de limequat 75 composés volatils dont monoterpènes (48,3 %), sesquiterpènes (27,4 %), monoterpènes oxygénés (13 %) et sesquiterpènes oxygénés (0,5 %). 
Le limonène (37 %, pour mémoire ce pourcentage est 46 chez kumquat et 30 chez le lime, le limequat est donc à la moyenne quasi exacte, et une mesure faite en Corée donnait 61,6 % de limonène dans le kumquat Margarita), linalol (6,1 %) et le β-bisabolène (4,6 %) sont les principaux constituants. Dans les volatils 24 sont communs avec le kumquat et 10 avec le lime mexicaine, et 13 sont propres au limequat dont trans-β-bergamotène (3,8 %), p-cymène (3,4 %), γ-terpinène (3,3 %), α-terpinéol (3,3 %), β-caryophyllène (3,2 %), etc..
L'huile essentielle du fruit de limequat contient du β-bisabolène (celle de kumquat n'est contient pas), substance active présente chez le citron et le gingembre. Elle n'est pas produite à l'échelle commerciale.